# Emil Wolpmann

Senator Emil Wolpmann

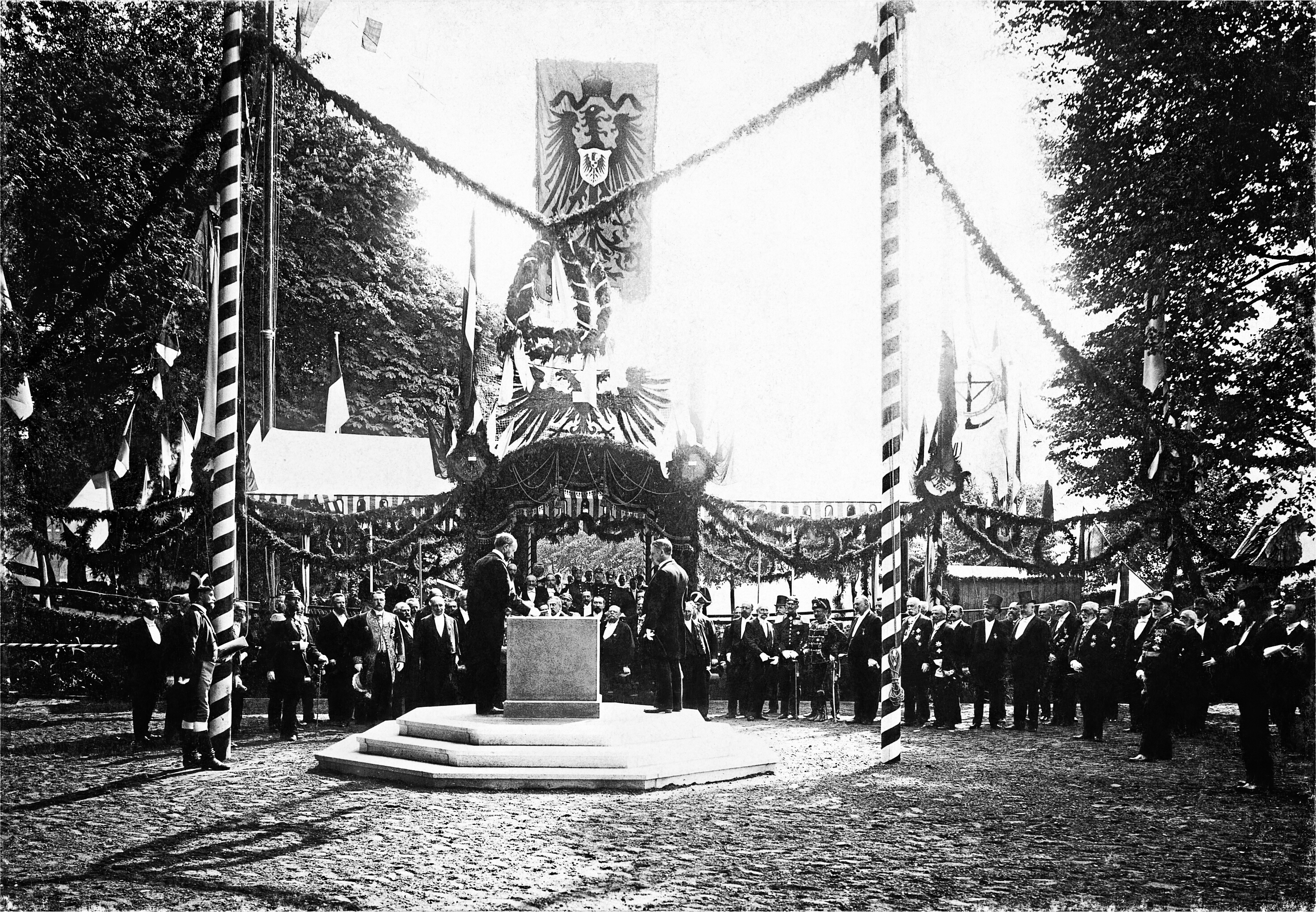
Grundsteinlegung des Elbe-Trave-Kanals

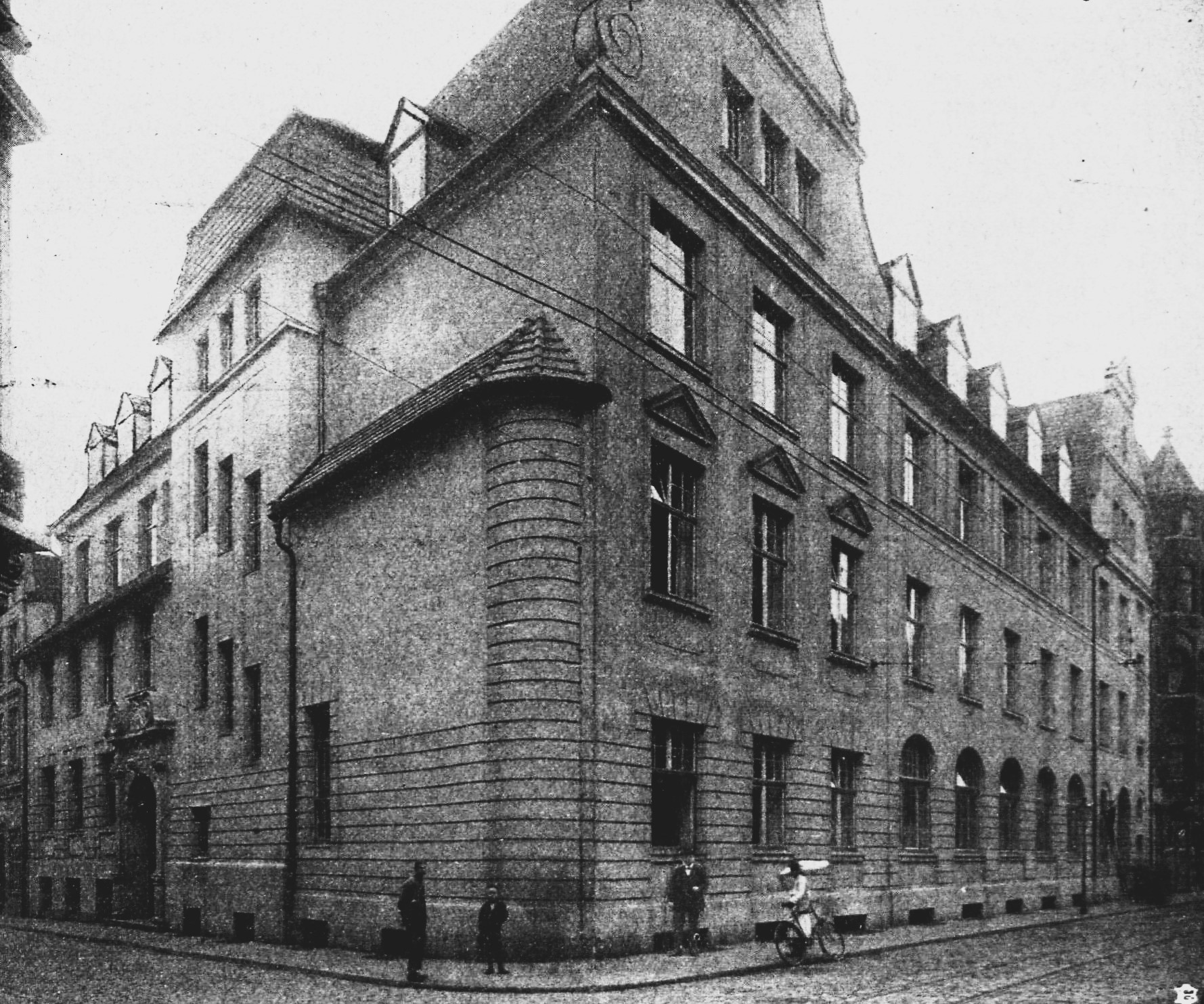
Steuerbehörde (1908)

Haupt-Baubüro des Elbe-Trave-Kanals

Emil August Wilhelm Wolpmann (* 14. August 1848 in Lübeck; † 3. April 1906 ebenda) war Senator der Freien und Hansestadt Lübeck.

## Leben
Als Sohn des Kaufmanns J. A. Wolpmann besuchte sowohl er als auch sein Bruder, Carl Heinrich, das Katharineum zu Lübeck. Als Erstgeborener absolvierte er im väterlichen Geschäft seine Lehrzeit, wohingegen Carl Heinrich sich für die militärische Laufbahn entschied. Seiner Militärpflicht kam er in Reihen der Lübecker Bürgergarde nach.
Nach Abschluss der Militärkonvention mit Preußen wurde Wolpmann als erster lübeckischer Reserve-Offizier dem 2. Hanseatischen Infanterie-Regiments Nr. 76 zugeteilt. Bei Ausbruch des Deutsch-Französischen Kriegs weilte er in England, von wo aus er direkt zu seinem Regiment stieß. In der Schlacht bei Gravelotte schwer verwundet kehrte er mit dem Eisernen Kreuz dekoriert nach Hause.
Im Jahre 1876 übernahm Wolpmann das Geschäft seines Vaters, wurde 1879 in die Bürgerschaft gewählt. Hier tat er sich im Ausschuss der Lübeck-Büchener Eisenbahn hervor. Zum Mitglied des Senats gewählt (1883) war er Mitbegründer und erster Vorsitzender des Vaterstädtischen Vereins. Er war Mitglied des Finanzdepartements, Kompräses der Baudeputation. Er war Mitglied der Kommission von Handel und Schiffahrt, Kommissionsmitglied für Reichs- und auswärtige Angelegenheiten und der neugeschaffenen Kanalbaubehörde (Elbe-Trave-Kanal). Ebenfalls war er Vorsteher des Heiligen-Geist-Hospitals und Vorsitzender der Vorsteherschaft des Lübecker Krankenhauses (heute Sana Klinik).
Er nahm am 31. Mai 1895 an den Feierlichkeiten zur Grundsteinlegung des Elbe-Trave-Kanals in der Hansestadt teil. Nach den Schlägen mit dem silbernen Hammer durch Friedrich Eduard Schacht schlug Wolpmann, gefolgt von dem Senator Heinrich Klug mit den Worten „Nun frisch zur Tat früh und spat.“ den Granitstein.
Am 1. April 1897 empfing die Lübecker Militärkommission sowie der Senator Dr. Plessing und Wolpmann das mit einem 60-Achsigen Sonderzug gegen 12 Uhr zum Armeemarsch Nr. 7 (Marsch Erstes Bataillon Garde) auf dem Bahnhof eintreffende neue Infanterie-Regiment Nr. 162 zu Lübeck.
Bürgermeister Heinrich Klug wurde von ihm am 20. November 1899 auf dessen Reise zur Germaniawerft nach Kiel begleitet. Dort taufte der Bürgermeister am Folgetag einen Kreuzer am Tage des Geburtstages der Kaisermutter auf den Namen Nymphe und setzte im Anschluss hieran telegraphisch den auf Schloss Windsor in London weilenden Kaiser davon in Kenntnis. In der Messe des Kreuzers sollte später das Gemälde „Blick auf Lübeck“ befinden. Elisabeth Reuter, eine Lübecker Künstlerin, hatte dieses im Auftrag des Lübecker Senates gemalt.

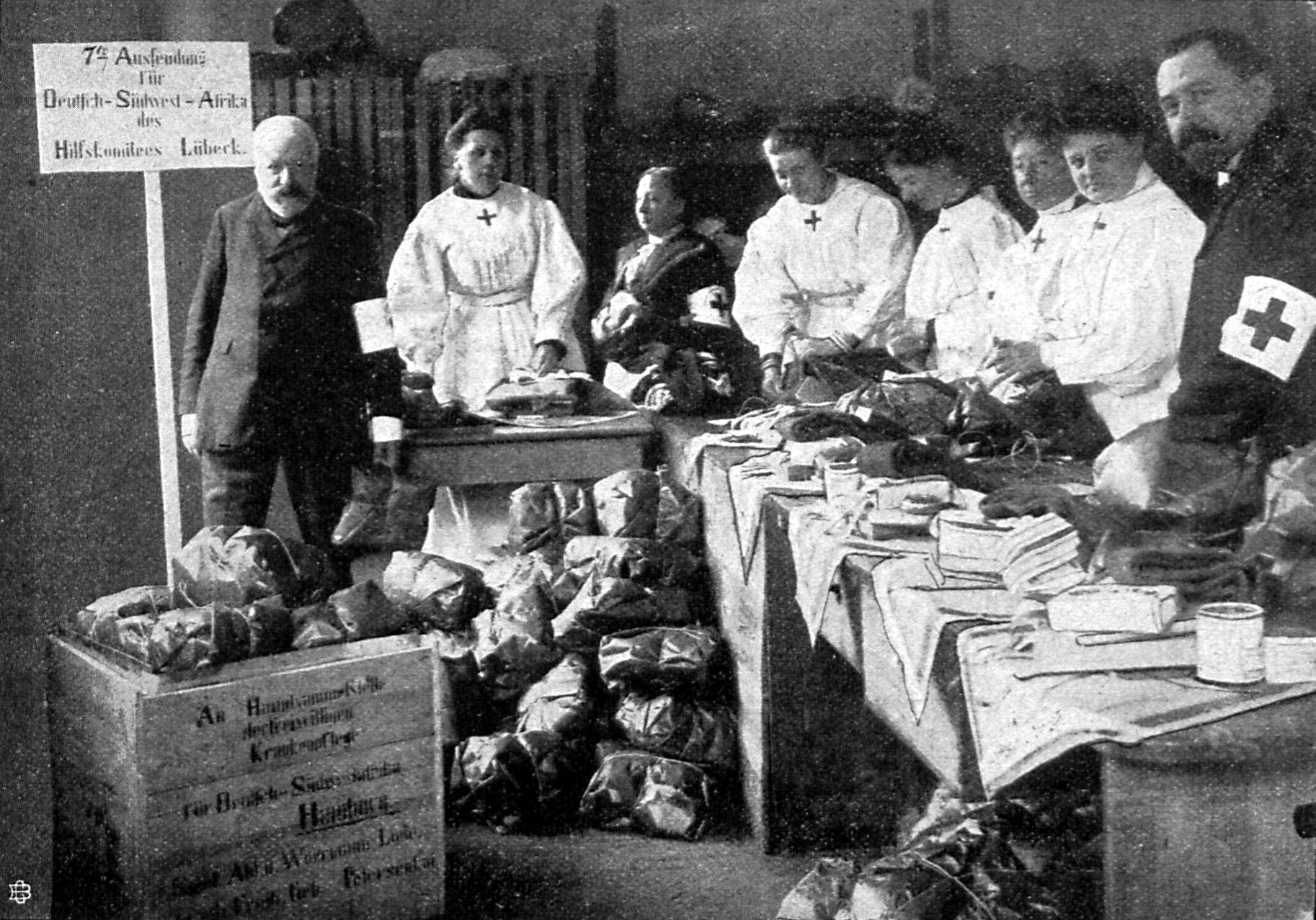
Die Abfertigung einer Sendung Liebesgaben für Deutsch Südwest-Afrika

Wolpmann war Mitglied der Lübecker Sanitätskolonne und seit 1899 zudem Landesdelegierter des Vereins zum Roten Kreuz. Seine Ehefrau engagierte sich unter anderem im Hilfskomitee zu Lübeck bzgl. der Liebesgaben für die beim Aufstand in Deutsch-Südwestafrika Kämpfenden der Schutztruppe.

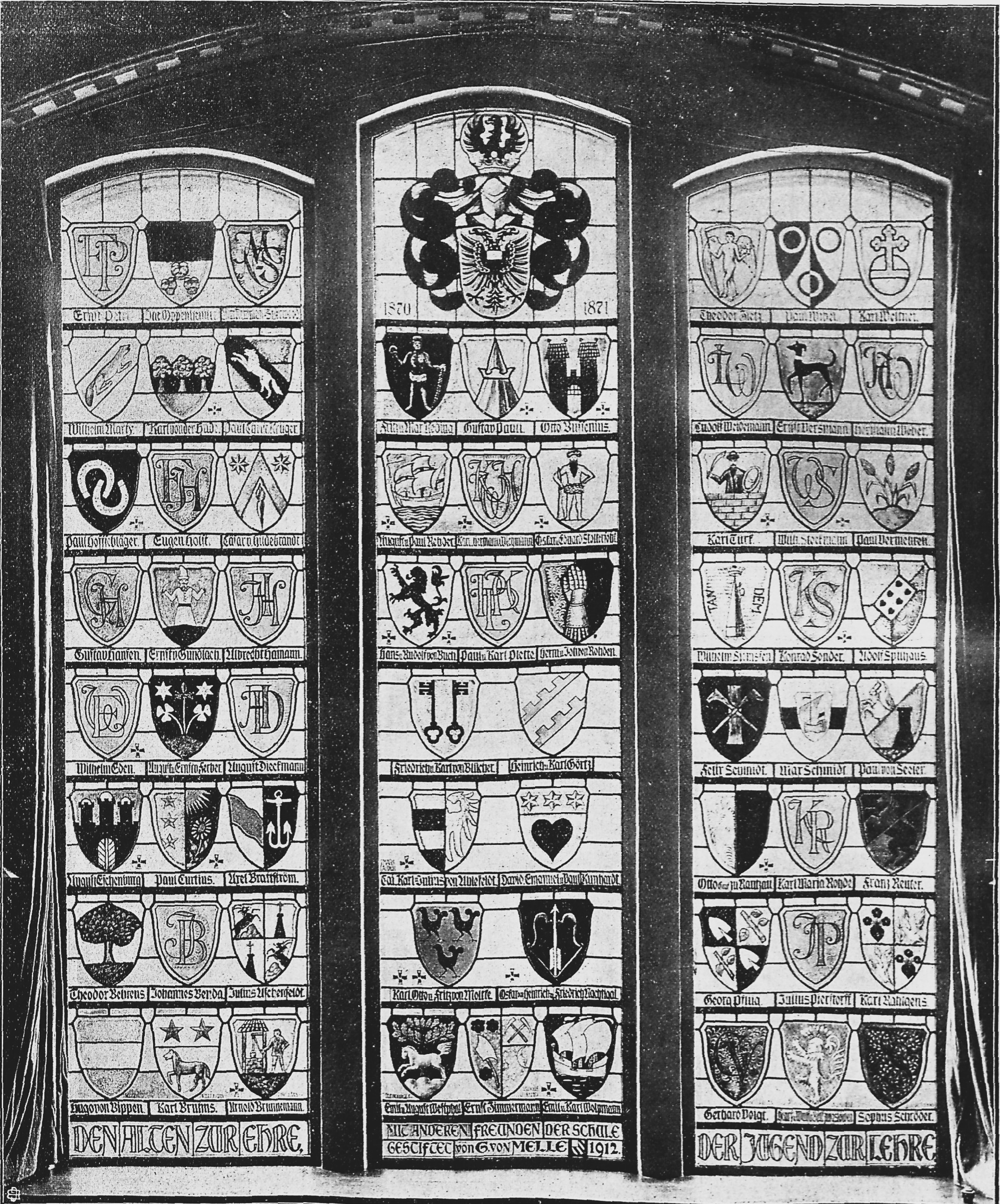
Wappenfenster

1912 wurde ihm, wie allen ehemaligen im Deutsch-Französischen Krieg aktiven Katharineer, durch eine Stiftung in Form eines Fensters in der Aula durch den Weinhändler Gerhard von Melle 1912 ein Denkmal gesetzt.

## Verweise

### Archive
- Stadtarchiv der Hansestadt Lübeck